# Instore design
Instore design (též instore komunikace, komunikace v prodejně), součást retail designu, je soubor reklamních prostředků používaných uvnitř prodejny, které jsou určeny k ovlivňování nákupního rozhodnutí nakupujících. Je součástí marketingové komunikace a podle posledních marketingových trendů se stává jedním z nejefektivnějších způsobů jak ovlivnit zákazníka těsně před nákupem. Realizuje se pomocí POS materiálů v konkrétním místě prodeje. 